# Circonscription électorale d'Almería
Ne doit pas être confondu avec Circonscription autonomique d'Almería.
La circonscription électorale d'Almería est l'une des cinquante-deux circonscriptions électorales espagnoles utilisées comme divisions électorales pour les élections générales espagnoles.
Elle correspond géographiquement à la province d'Almería.

## Historique
Elle est instaurée en 1977 par la loi pour la réforme politique puis confirmée avec la promulgation de la Constitution espagnole qui précise à l'article 68 alinéa 2 que chaque province constitue une circonscription électorale.

## Congrès des députés

### Synthèse
|             |       | 1977 | 1979 | 1982 | 1986 | 1989 | 1993 | 1996 | 2000 | 2004 | 2008 | 2011 | 2015 | 2016 | 04/19 | 11/19 | 2023 |
| ----------- | ----- | ---- | ---- | ---- | ---- | ---- | ---- | ---- | ---- | ---- | ---- | ---- | ---- | ---- | ----- | ----- | ---- |
| UCD         |       | 3    | 3    |      |      |      |      |      |      |      |      |      |      |      |       |       |      |
| AP & alliés |       |      |      | 1    | 1    |      |      |      |      |      |      |      |      |      |       |       |      |
| PSOE        |       | 2    | 2    | 4    | 4    | 4    | 3    | 3    | 2    | 3    | 3    | 2    | 2    | 2    | 2     | 2     | 2    |
| PP          |       |      |      |      |      | 1    | 2    | 2    | 3    | 2    | 3    | 4    | 2    | 3    | 2     | 2     | 3    |
| Cs          |       |      |      |      |      |      |      |      |      |      |      |      | 1    | 1    | 1     |       |      |
| Podemos     |       |      |      |      |      |      |      |      |      |      |      |      | 1    |      |       |       |      |
| Vox         |       |      |      |      |      |      |      |      |      |      |      |      |      |      | 1     | 2     | 1    |
|             |       |      |      |      |      |      |      |      |      |      |      |      |      |      |       |       |      |
| Total       | Total | 5    | 5    | 5    | 5    | 5    | 5    | 5    | 5    | 5    | 6    | 6    | 6    | 6    | 6     | 6     | 6    |

### 1977
| Parti | Parti | Députés                                                              |
| ----- | ----- | -------------------------------------------------------------------- |
| UCD   |       | Juan Antonio Gómez Angulo, Francisco Soler Valero, José Bernal Pérez |
| PSOE  |       | Virtudes Castro García, Bartolomé Zamora Zamora                      |

### 1979
| Parti | Parti | Députés                                                                |
| ----- | ----- | ---------------------------------------------------------------------- |
| UCD   |       | Juan Antonio Gómez Angulo, Alfonso Soler Turmo, Francisco Soler Valero |
| PSOE  |       | Joaquín Navarro Estevan, Juan de Dios Ramírez Heredia                  |

- Joaquín Navarro Estevan est remplacé en décembre 1980 par José Antonio Amate Rodríguez.

### 1982
| Parti  | Parti | Députés                                                                                              |
| ------ | ----- | --- |
| PSOE   |       | José Antonio Amate Rodríguez, Blas Díaz Bonillo, Joaquín Pérez Siquier, Juan de Dios Ramírez Heredia |
| AP-PDP |       | Francisco Soler Valero                                                                               |

### 1986
| Parti | Parti | Députés |
| ----- | ----- | --- |
| PSOE  |       | José Antonio Amate Rodríguez, José María Batlles Paniagua, Francisco Contreras Pérez, Joaquín Pérez Siquier |
| CP    |       | Juan José Pérez Dobón                                                                                       |

### 1989
| Parti | Parti | Députés                                                                                             |
| ----- | ----- | --------------------------------------------------------------------------------------------------- |
| PSOE  |       | José Antonio Amate Rodríguez, Juan Callejón Baena, Francisco Contreras Pérez, Joaquín Pérez Siquier |
| PP    |       | Manuel Arqueros Orozco                                                                              |

### 1993
| Parti | Parti | Députés                                                                              |
| ----- | ----- | ------------------------------------------------------------------------------------ |
| PSOE  |       | José Antonio Amate Rodríguez, Joaquín Pérez Siquier, María Inmaculada Romacho Romero |
| PP    |       | Rafael Hernando Fraile, Manuel Arqueros Orozco                                       |

- María Inmaculada Romacho Romero est remplacée en septembre 1994 par Bartolomé Flores Flores.

### 1996
| Parti | Parti | Députés                                                                     |
| ----- | ----- | --------------------------------------------------------------------------- |
| PSOE  |       | María Isabel Salinas García, José Antonio Amate Rodríguez, Cristina Narbona |
| PP    |       | Rafael Hernando Fraile, Manuel Arqueros Orozco                              |

- José Antonio Amate Rodríguez est remplacé en mars 1998 par Adolfo García de Viana Cárdenas.

### 2000
| Parti | Parti | Députés                                                                              |
| ----- | ----- | ------------------------------------------------------------------------------------ |
| PP    |       | Rafael Hernando Fraile, Juan José Matarí Sáez, Rosalía de los Ángeles Espinosa López |
| PSOE  |       | Francisco Contreras Pérez, Consuelo Rumí                                             |

### 2004
| Parti | Parti | Députés                                                                |
| ----- | ----- | ---------------------------------------------------------------------- |
| PSOE  |       | Francisco Contreras Pérez, María del Carmen Ortiz Rivas, Consuelo Rumí |
| PP    |       | Rafael Hernando Fraile, Juan José Matarí Sáez                          |

- Consuelo Rumí est remplacée en mai 2004 par Carmelo López Villena.

### 2008
| Parti | Parti | Députés                                                            |
| ----- | ----- | ------------------------------------------------------------------ |
| PP    |       | Rafael Hernando Fraile, Juan José Matarí Sáez, Carmen Navarro Cruz |
| PSOE  |       | Juan Gabriel Callejón Baena, Consuelo Rumí, Carmelo López Villena  |

- Consuelo Rumí (PSOE) est remplacée en avril 2008 par Ana Cano Díaz.

### 2011
| Parti | Parti | Députés                                                                              |
| ----- | ----- | ------------------------------------------------------------------------------------ |
| PP    |       | Rafael Hernando Fraile, Juan José Matarí, Carmen Navarro Cruz, Jesús Caicedo Bernabé |
| PSOE  |       | Consuelo Rumí, Luis López Jiménez                                                    |

- Luis López est remplacé en avril 2012 par Gracia Fernández Moya.
  - Gracia Fernández est remplacée en août 2015 par Antonio López Olmo.

### 2015
| Parti   | Parti | Députés                                       |
| ------- | ----- | --------------------------------------------- |
| PP      |       | Rafael Hernando Fraile, Juan José Matarí Sáez |
| PSOE    |       | Sonia Ferrer Tesoro, Juan Jiménez Tortosa     |
| Podemos |       | David Bravo Bueno                             |
| Cs      |       | Diego Clemente Giménez                        |

### 2016
| Parti | Parti | Députés                                                       |
| ----- | ----- | ------------------------------------------------------------- |
| PP    |       | Rafael Hernando Fraile, Juan José Matarí Sáez, Eloísa Cabrera |
| PSOE  |       | Sonia Ferrer Tesoro, Juan Jiménez Tortosa                     |
| Cs    |       | Diego Clemente Giménez                                        |

- Eloísa Cabrera est remplacée en novembre 2016 par Carmen Navarro Cruz.

### Avril 2019
| Parti | Parti | Députés                                          |
| ----- | ----- | ------------------------------------------------ |
| PSOE  |       | José Guirao, Sonia Ferrer Tesoro                 |
| PP    |       | Javier Aureliano García Molina, Juan José Matarí |
| Vox   |       | Rocío de Meer Méndez                             |
| Cs    |       | José Manuel Villegas                             |

### Novembre 2019
| Parti | Parti | Députés                                                 |
| ----- | ----- | ------------------------------------------------------- |
| PSOE  |       | José Guirao, Sonia Ferrer Tesoro                        |
| Vox   |       | Rocío de Meer Méndez, Carlos Hugo Fernández-Roca Suárez |
| PP    |       | Miguel Ángel Castellón Rubio, Juan José Matarí          |

- José Guirao (PSOE) est remplacé en février 2020 par Indalecio Gutiérrez Salinas.
- Carlos Fernández-Roca (Vox) est remplacé en novembre 2020 par Mercedes Jara Moreno.

### 2023
| Parti | Parti | Députés                                                                             |
| ----- | ----- | ----------------------------------------------------------------------------------- |
| PP    |       | María Isabel Sánchez Torregrosa, Rafael Hernando Fraile, Ana María Martínez Labella |
| PSOE  |       | Antonio Hernando Vera, Inés María Plaza García                                      |
| Vox   |       | Rocío de Meer                                                                       |

- Antonio Hernando (PSOE) est remplacé le 29 novembre 2023 par Juan Antonio Lorenzo Cazorla.

## Sénat

### Synthèse
|             |       | 1977 | 1979 | 1979 | 1982 | 1986 | 1989 | 1993 | 1996 | 2000 | 2004 | 2008 | 2011 | 2015 | 2016 | 04/19 | 11/19 | 2023 |
| ----------- | ----- | ---- | ---- | ---- | ---- | ---- | ---- | ---- | ---- | ---- | ---- | ---- | ---- | ---- | ---- | ----- | ----- | ---- |
| UCD         |       | 3    | 3    | 1    |      |      |      |      |      |      |      |      |      |      |      |       |       |      |
| AP & alliés |       |      |      |      | 1    | 1    |      |      |      |      |      |      |      |      |      |       |       |      |
| PSOE        |       | 1    | 1    | 3    | 3    | 3    | 3    | 3    | 3    | 1    | 3    | 1    | 1    | 1    | 1    | 3     | 2     | 1    |
| PP          |       |      |      |      |      |      | 1    | 1    | 1    | 3    | 1    | 3    | 3    | 3    | 3    | 1     | 2     | 3    |
|             |       |      |      |      |      |      |      |      |      |      |      |      |      |      |      |       |       |      |
| Total       | Total | 4    | 4    | 4    | 4    | 4    | 4    | 4    | 4    | 4    | 4    | 4    | 4    | 4    | 4    | 4     | 4     | 4    |

### 1977
| Parti | Parti | Sénateurs                                                         |
| ----- | ----- | ----------------------------------------------------------------- |
| UCD   |       | Jesús Durbán Remón, José Fernández Alemán, Manuel de Oña Iribarne |
| PSOE  |       | Joaquín Navarro Estevan                                           |

### 1979
| Parti | Parti | Sénateurs                                                            |
| ----- | ----- | -------------------------------------------------------------------- |
| UCD   |       | José Fernández Alemán, Ramón Ponce García, José Manuel Torres García |
| PSOE  |       | Virtudes Castro García                                               |

- Ramón Ponce García et José Manuel Torres García (UCD) démissionnent en décembre 1979 en conséquence des divisions internes du parti dans la province d'Almería. Des élections partielles sont organisées en 1980 pour pourvoir les deux sièges vacants. Deux socialistes sont élus :
  - José Batlles Paniagua
  - Eloy Jesús López Miralles

### 1982
| Parti  | Parti | Sénateurs                                                                 |
| ------ | ----- | ------------------------------------------------------------------------- |
| PSOE   |       | José Batlles Paniagua, Antonio García Tripiana, Eloy Jesús López Miralles |
| AP-PDP |       | Antonio Carlos Blesa Rodríguez                                            |

### 1986
| Parti | Parti | Sénateurs                                                                     |
| ----- | ----- | ----------------------------------------------------------------------------- |
| PSOE  |       | Blas Díaz Bonillo, Eloy Jesús López Miralles, Antonio Maresca García-Esteller |
| CP    |       | Manuel Arqueros Orozco                                                        |

### 1989
| Parti | Parti | Sénateurs                                                           |
| ----- | ----- | ------------------------------------------------------------------- |
| PSOE  |       | Antonio Bonilla Rodríguez, Blas Díaz Bonillo, Martirio Tesoro Amate |
| PP    |       | José María Martínez de Haro                                         |

- José María Martínez de Haro est remplacé en décembre 1989 par María del Mar Agüero Ruano.

### 1993
| Parti | Parti | Sénateurs                                                           |
| ----- | ----- | ------------------------------------------------------------------- |
| PSOE  |       | Antonio Bonilla Rodríguez, Blas Díaz Bonillo, Martirio Tesoro Amate |
| PP    |       | María del Mar Agüero Ruano                                          |

### 1996
| Parti | Parti | Sénateurs                                                                 |
| ----- | ----- | ------------------------------------------------------------------------- |
| PSOE  |       | Antonio Bonilla Rodríguez, Bartolomé Flores Flores, María Martínez Castro |
| PP    |       | Enrique Arance Soto                                                       |

### 2000
| Parti | Parti | Sénateurs                                                                             |
| ----- | ----- | ------------------------------------------------------------------------------------- |
| PP    |       | María del Mar Agüero Ruano, Francisco Granero Granados, María del Mar Simonelli Muñoz |
| PSOE  |       | Diego Miguel Asensio Martínez                                                         |

### 2004
| Parti | Parti | Sénateurs                                                                           |
| ----- | ----- | ----------------------------------------------------------------------------------- |
| PSOE  |       | Diego Miguel Asensio Martínez, Encarnación Ibáñez Vázquez, Juan Miguel Peña Linares |
| PP    |       | María del Mar Agüero Ruano                                                          |

### 2008
| Parti | Parti | Sénateurs                                                            |
| ----- | ----- | -------------------------------------------------------------------- |
| PP    |       | María del Mar Agüero Ruano, Jesús Caicedo Bernabé, Eugenio Gonzálvez |
| PSOE  |       | Diego Miguel Asensio Martínez                                        |

### 2011
| Parti | Parti | Sénateurs                                                                        |
| ----- | ----- | -------------------------------------------------------------------------------- |
| PP    |       | Luis Rogelio Rodríguez-Comendador, María del Mar Agüero Ruano, Eugenio Gonzálvez |
| PSOE  |       | Juan Carlos Pérez Navas                                                          |

### 2015
| Parti | Parti | Sénateurs                                                                             |
| ----- | ----- | ------------------------------------------------------------------------------------- |
| PP    |       | Luis Rogelio Rodríguez-Comendador, María Isabel Sánchez Torregrosa, Eugenio Gonzálvez |
| PSOE  |       | Juan Carlos Pérez Navas                                                               |

### 2016
| Parti | Parti | Sénateurs                                                                             |
| ----- | ----- | ------------------------------------------------------------------------------------- |
| PP    |       | Luis Rogelio Rodríguez-Comendador, María Isabel Sánchez Torregrosa, Eugenio Gonzálvez |
| PSOE  |       | Juan Carlos Pérez Navas                                                               |

- Isabel Sánchez (PP) est remplacée en janvier 2019 par Daniel Simancas Pardo.

### Avril 2019
| Parti | Parti | Sénateurs                                                                 |
| ----- | ----- | ------------------------------------------------------------------------- |
| PSOE  |       | Fernando Martínez López, Inés María Plaza García, Juan Carlos Pérez Navas |
| PP    |       | Rafael Hernando Fraile                                                    |

### Novembre 2019
| Parti | Parti | Sénateurs                                                 |
| ----- | ----- | --------------------------------------------------------- |
| PP    |       | Rafael Hernando Fraile, Luis Rogelio Rodríguez-Comendador |
| PSOE  |       | Fernando Martínez López, Inés María Plaza García          |

- Fernando Martínez (PSOE) est remplacé en février 2020 par Antonio Martínez Rodríguez.

### 2023
| Parti | Parti | Sénateurs                                                                 |
| ----- | ----- | ------------------------------------------------------------------------- |
| PP    |       | Miguel Ángel Castellón Rubio, Juan José Matarí, Carmen Belén López Zapata |
| PSOE  |       | Antonio Martínez Rodríguez                                                |